# 槐中路站
槐中路站是石家庄地铁2号线的地铁车站，位于中华人民共和国河北省石家庄市桥西区与裕华区交界建设南大街与槐中路交叉口，于2020年8月26日开通。

## 车站结构
槐中路站位于建设南大街与槐中路交叉口，沿建设南大街设置，呈南北走向，为地下两层岛式站台车站，车站长242米，标准段宽23.1米，车站地下一层为站厅层，地下二层为站台层，站台设置全高站台门。车站南侧设有一条存车线。
| 地面              | 出入口 | A、B、C出入口                                                                                               |
| 地下一层          | 站厅   | 客服中心、自动售票机、验票机                                                                                |
| 地下二层          | 站台   | \| \| \| █ 2号线往柳辛庄（裕华路） \| \| 島式 · 開左邊车门 \| \| \| \| \| \| █ 2号线往嘉华路（欧韵公园） \| |
|                   |        | █ 2号线往柳辛庄（裕华路）                                                                                   |
| 島式 · 開左邊车门 |        | |
|                   |        | █ 2号线往嘉华路（欧韵公园）                                                                                 |

## 车站出口
槐中路站共有3个出入口，各出口及周围设施如下所示：
| 出口编号                             | 照片 | 地点                               | 可到达目的地             |
| ------------------------------------ | ---- | ---------------------------------- | ------------------------ |
| 出口 · A · 升降机标志 · 扶手电梯标志 |      | 建设南大街（东侧），槐中路（北侧） | 河北省水文工程地质勘查院 |
| 出口 · B · 扶手电梯标志              |      | 建设南大街（东侧），槐中路（南侧） | 新世隆广场               |
| 出口 · C · 扶手电梯标志              |      | 建设南大街（西侧），槐中路（南侧） | 运输公司宿舍             |
| 註： 設有 \| 設有扶手電梯            |      |                                    |                          |

## 接驳交通

### 公交车
- 建设槐中路口南：2路，36路，64路，216路
- 建设槐中路口北：2路，16路，36路，64路，216路
- 建设槐中路口西：46路
- 建设槐中路口东：16路，46路

## 历史
本站工程名为新世隆站，正式站名为槐中路站，以车站横跨的槐中路命名。
- 2019年4月7日，车站主体结构封顶[2]。
- 2020年8月26日，本站随2号线通车开通[1]。
- 2021年1月9日，受新冠疫情影响，车站暂停运营[4]。2月19日，车站恢复运营[5]。
- 2022年
  - 5月21日，车站B出入口启用[6]。
  - 8月28日，受新冠疫情影响，车站暂停运营[7]。9月6日，车站恢复运营[8]。